# Concurs Internacional de Piano Frédéric Chopin
El Concurs Internacional de Piano Frédéric Chopin és un dels més antics i prestigiosos concursos de piano del món, dut a terme a Varsòvia des de 1927, amb intervals de 5 anys des de 1955.
Va ser fundat pel pianista, professor i compositor polonès Jerzy Zurawlew. Fins al concurs de l'any 2000, el jurat podia optar per no lliurar premis. Aquell any, les regles van canviar i els 6 premis han de ser lliurats.

## Millors premis per any

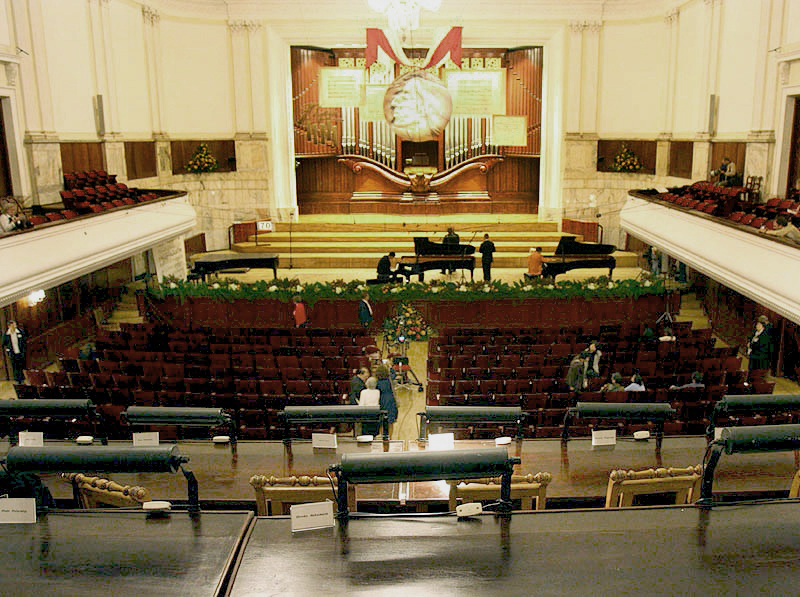
XVI Edició del concurs, en 2005

Els guanyadors dels primers premis (salvant excepcions) són els següents:
- 1927: Lev Oborin
- 1932: Aleksandr Iuninski
- 1937: Iàkov Zak
- 1949: Bella Davidovich i Halina Czerny-Stefańska comparteixen el primer premi.
- 1955: Adam Harasiewicz
- 1960: Maurizio Pollini
- 1965: Martha Argerich
- 1970: Garrick Ohlsson
- 1975: Krystian Zimerman
- 1980: Dang Thai Són
- 1985: Stanislav Bunin
- 1990: El primer premi no va ser lliurat. Kevin Kenner va obtenir el segon premi.
- 1995: El primer premi no va ser lliurat. Philippe Giusiano i Alexei Sultanov comparteixen el segon premi.
- 2000: Yundi Li
- 2005: Rafał Blechacz
- 2010: Iulianna Avdéieva
- 2015: Seong-Jin Cho
- 2021: Bruce (Xiaoyu) Liu